# جرج رو
جرج رو (انگلیسی: George Rowe؛ ‏ ۱۵ سپتامبر ۱۸۹۴ – ۵ فوریهٔ ۱۹۷۵) بازیگر اهل ایالات متحده آمریکا بود. وی بین سال‌های ۱۹۱۹ تا ۱۹۲۸ میلادی فعالیت می‌کرد.

## گزیده فیلم‌شناسی

### فیلم‌هایی که در آنها بااستن لورلهمبازی بود
- فضاهای کاملاً باز (۱۹۲۴)
- نزدیک دوبلین (۱۹۲۴)
- هزینه پست (۱۹۲۴)
- اسمیتی (۱۹۲۴)
- پرتقال و لیمو (۱۹۲۳)
- تحت لوای مستی (۱۹۲۳)
- بکش یا شفا بده (۱۹۲۳)
- مردی گرداگرد شهر (۱۹۲۳)
- بال‌های سپید (۱۹۲۳)
- ماسه‌های سوزان (۱۹۲۳)
- بردار و بیل بزن (۱۹۲۳)
- یقه و سرآستین (۱۹۲۳)
- جویندگان طلا (۱۹۲۳)
- دل‌های منجمد (۱۹۲۳)
- شادی مادر (۱۹۲۳)
- سفارش‌های مختصر (۱۹۲۳)
- زب در مقابل پاپریکا (۱۹۲۴)
- دامن‌های اسکاتلندی کوتاه (۱۹۲۴)
- روپرت اهل هی ها  (۱۹۲۴)
- داداش‌های زیر چانه‌ای (۱۹۲۴)

### سایر فیلم‌ها
- آتش‌نشانان (۱۹۲۲)
- پسر مامان‌بزرگ (۱۹۲۲)
- هرگز سست نشو (۱۹۲۱)